# Пожарский, Иван Дмитриевич
Князь Иван Дмитриевич Пожарский (ум. 15 февраля 1668) — русский государственный и военный деятель, стольник, рында, чашник, воевода, наместник и окольничий во времена правления Михаила Фёдоровича и Алексея Михайловича.
Из княжеского рода Пожарские. Третий (младший) сын русского национального героя князя Дмитрия Михайловича Пожарского и его первой жены Прасковьи Варфоломеевны. Имел братьев, князей: Петра и Фёдора Дмитриевичей, а также трёх сестёр, княжон: Ксения — жена князя Василия Семёновича Куракина, Анастасия — жена князя Ивана Петровича Пронского и Елена — жена князя Ивана Фёдоровича Лыкова.
В поколенной росписи поданной в 1682 году в Палату родословный дел показан с прозванием "Немой".

## Биография

### Служба Михаилу Фёдоровичу
В 1633 году после смерти своего брата князя Фёдора, князь Иван Дмитриевич вместе со своим отцом и старшим братом передали во владение Троице-Сергиевой лавре село Берсенево с окрестными деревнями. В январе 1644 года  был рындой (почетным телохранителем) в белом платье при приёме у царя датского королевича Вальдемара, а также в феврале при приёмах литовского и датского послов в Золотой палате. Во время обеда в Грановитой палате в честь датского принца Вольдемара, князь Иван Дмитриевич Пожарский был одним из чашником, которые носили пить перед государем.

#### Служба Алексею Михайловичу
В 1647 году князь Иван Дмитриевич Пожарский «дневал и ночевал» при царском дворе, во время «похода» царя в село Хорошево. В 1648, 1650 и 1652 годах несколько раз сопровождал царя в «походах» в звенигородский Саввин монастырь, в Троице-Сергиев монастырь, в сёла Коломенское, Покровское и Хорошево.
В 1648 году по «крымским вестям» был назначен воеводой в Крапивну. Через два месяца после назначения князь Иван Дмитриевич был «у государя у руки» и выехал из Москвы воеводой в Переяславль-Рязанский, где и упомянут воеводой в мае 1649 года, когда ему было велено идти в сход с воеводой и князем Хилковым. В январе том же года был двадцать вторым в свадебном поезде на бракосочетании царя Алексея Михайловича с Марией Ильиничной Милославской.
В апреле 1654 года сопровождал царя в его поездке в Троице-Сергиев монастырь во время которой "сидел на погребе" заведовал напитками, подаваемыми к царскому столу. В мае том же года участвовал в первом походе царя Алексея Михайловича на Речь Посполитую, был одиннадцатым есаулом в царском полку. В 1655—1656 годах участвовал в царских походах: из Москвы в Смоленск, в июне в походе на Вильно и Ригу против шведских войск, был в царском полку рындой у «другого копья и у сулицы», в июне под Полоцком в чине стольника чествовал за Спасским монастырём в столовом государевом шатре крутицкого митрополита.
В 1658 году князь Иван Дмитриевич Пожарский «потчевал» за царским столом в Золотой палате царевичей Николая Давидовича Грузинского, Василия Араслановича Касимовского, Петра и Алексея Алексеевичей Сибирских. В апреле этом же года на Вербное воскресенье пожалован Государём из стольников в окольничие. Весной 1659 года во время отпевания царевны Анны Алексеевны был оставлен «вверху», то есть в царских кремлёвских покоях, в августе участвовал третьим руководителем при строительстве в Москве земляного вала и острога. В 1660 году неоднократно был приглашаем к царскому столу.
В 1658, 1661 и 1663 годах во время «походов» Государя в Троице-Сергиев и Саввин монастырь, князь Иван Пожарский был посылался вперед «пути строить», а иногда, кроме того, «для дворовых заимки строить». В  марте 1660 году первый судья в Челобитном приказе. В 1661, 1663 и 1666 годах находился в числе лиц, которых царь посылал «за крестами», когда происходили крестные ходы от Ильи пророка и из Новодевичьего, Сретенского, Донского и Ивановского монастырей. В 1661 году «объявлял» царю крымских послов. С 1663 года первый судья в Приказе денежной раздачи. В 1665 году первый судья в Судно-Московском приказе, при царском выходе из Успенского собора князь Иван Пожарский стоял с полком на Пречистенке. Осенью того же года будучи наместником новоторжским, участвовал в переговорах с украинским гетманом Иваном Брюховецким и казацкими старшинами.        В 1666—1668 годах во время «походов» царя в села Измайлово и Семёновское, в Троице-Сергиев монастырь, несколько раз «оставался на Москве» с другими боярами, то есть ему поручалась охрана столицы. В 1667 году руководил Челобитным приказом.
В феврале 1668 года князь Иван Дмитриевич Пожарский скончался, о чём имеется запись в Боярской книге.

## Семья
От брака с Прасковьей Михайловной Козловской имел детей:
- Юрий Хромой (ум. 1685) — стряпчий и стольник[1], последний в мужском поколении князь Пожарский.
- Семён (ум. 1669) — окольничий.
- Аграфена — жена (с 1669 года) князя Дмитрия Алексеевича Голицына (ум. 1671).
- Анна — жена (с 1672 года) князя Юрия Даниловича Великогагина.
- Евдокия (ум. 1738) — жена стольника Семёна Никитича Боборыкина, во-втором браке — за боярином князем Михаилом Алегуковичем Черкасским.

## Критика
В поколенной росписи поданной в 1682 году в Палату родословных дел у отца, князя Ивана Дмитриевича показан только один сын — князь Юрия Иванович по прозванию Хромой, как и его дед князь Дмитрий Михайлович Пожарский.